# Грузинская улица (Санкт-Петербург)

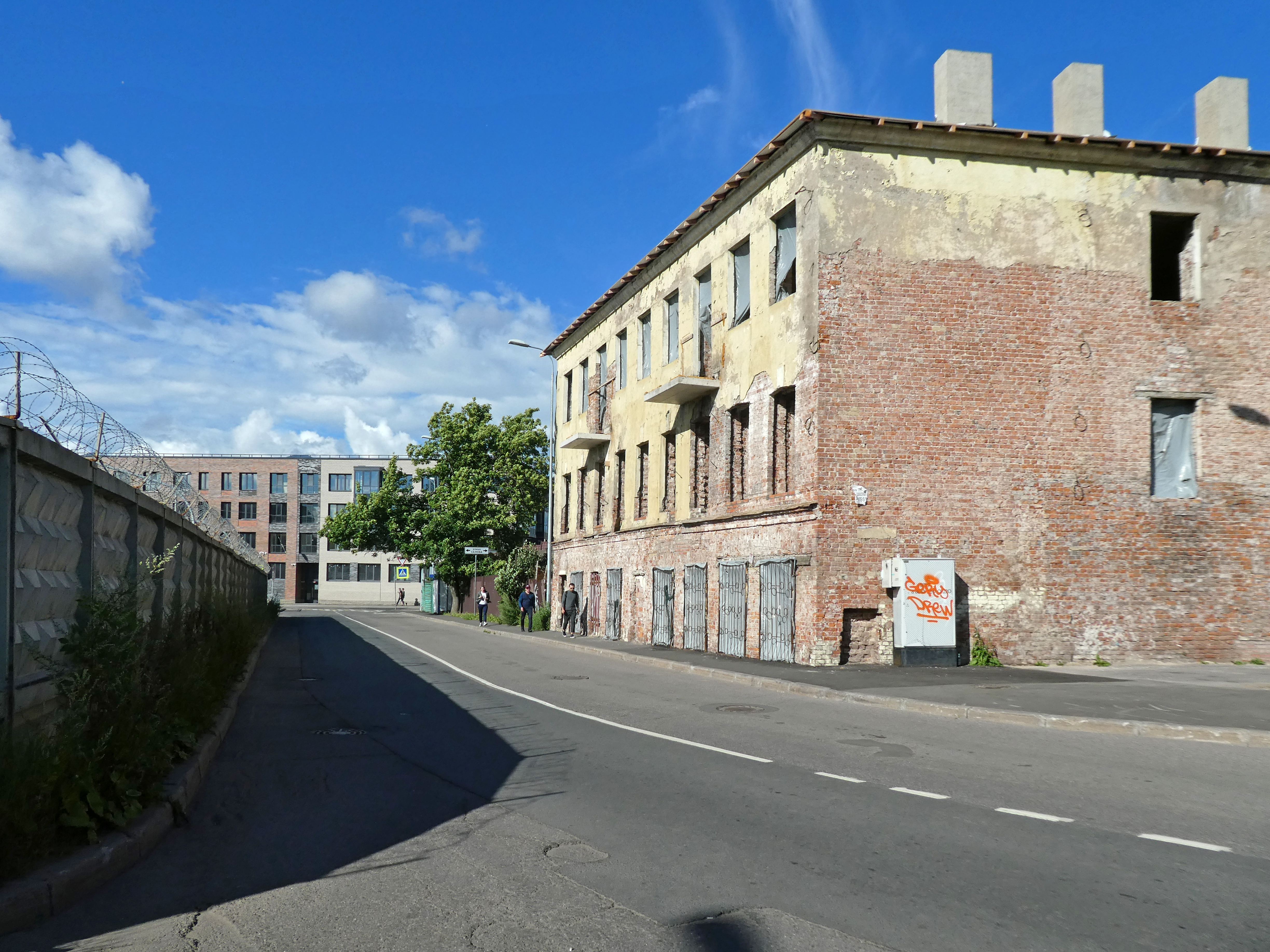
Вид в сторону улицы Салова

Грузи́нская улица — улица во Фрунзенском районе Санкт-Петербурга. Проходит от соединительной линии Октябрьской железной дороги до улицы Салова.

## История
Первоначальное название Безымянный переулок известно с 1896 года, с 1909 года — Безымянная улица.
Современное название Грузинская улица дано 3 августа 1940 года, по Грузии, в ряду улиц, наименованных по союзным республикам СССР.